# Louis Charles Kiener
Pour les articles homonymes, voir Kiener.
Louis Charles Kiener est un zoologiste français, né le 31 juillet 1799 à Paris et mort le 24 juillet 1881 dans cette même ville.

## Biographie
Il commence à travailler à douze ans au laboratoire de zoologie du Muséum national d'histoire naturelle. Il devient préparateur de la chaire de zoologie.
Il fait paraître de 1839 à 1879 Spécies général et iconographie des coquilles vivantes comprenant la collection du Muséum d'histoire naturelle de Paris, la collection Lamarck, celle du prince Masséna (appartenant maintenant a M.B. Delessert) et les découvertes récentes des voyageurs (Paris : J.B. Baillière). On lui doit également d’autres travaux sur les mollusques.
Il est enterré au cimetière du Père-Lachaise (52e division).